# Opportunity Nox
Opportunity Nox, skriven av Per Gessle, är den enda singeln från den svenska popduon Roxettes album "The Pop Hits" från 2003. Den 9 mars 2003 blev "Opportunity Nox" Roxettes första bidrag som tog sig in på Svensktoppen, något som möjliggjordes då 2003 års regeländringar avskaffade kraven på sång på svenska, medan Roxette alltid sjungit på engelska.

## Låtlista (CD-singel)
1. Opportunity Nox
2. Fading Like a Flower (Live från Bryssel 2001)
3. Breathe (Tits & Ass Demo)

## Listplaceringar
| Lista (2002-2003) | Position |
| ----------------- | -------- |
| Schweiz           | 87       |
| Sverige           | 11       |

### Fotnoter
1. ↑  ”Roxette”. Arkiverad från originalet den 16 oktober 2011. https://web.archive.org/web/20111016201530/http://roxette.se/discography.php?show=release&id=11. Läst 22 maj 2011.
2. ↑  ”Svensktoppen”. 9 mars 2003. http://sverigesradio.se/sida/topplista.aspx?programid=2023&date=2003-03-09. Läst 22 maj 2011.
3. ↑  ”Listplacering”. http://hitparade.ch/showitem.asp?interpret=Roxette&titel=Opportunity+Nox&cat=s. Läst 22 maj 2011.
4. ↑  ”Listplacering”. http://swedishcharts.com/showitem.asp?interpret=Roxette&titel=Opportunity+Nox&cat=s. Läst 22 maj 2011.